# St. Sebastian (Amelsbüren)

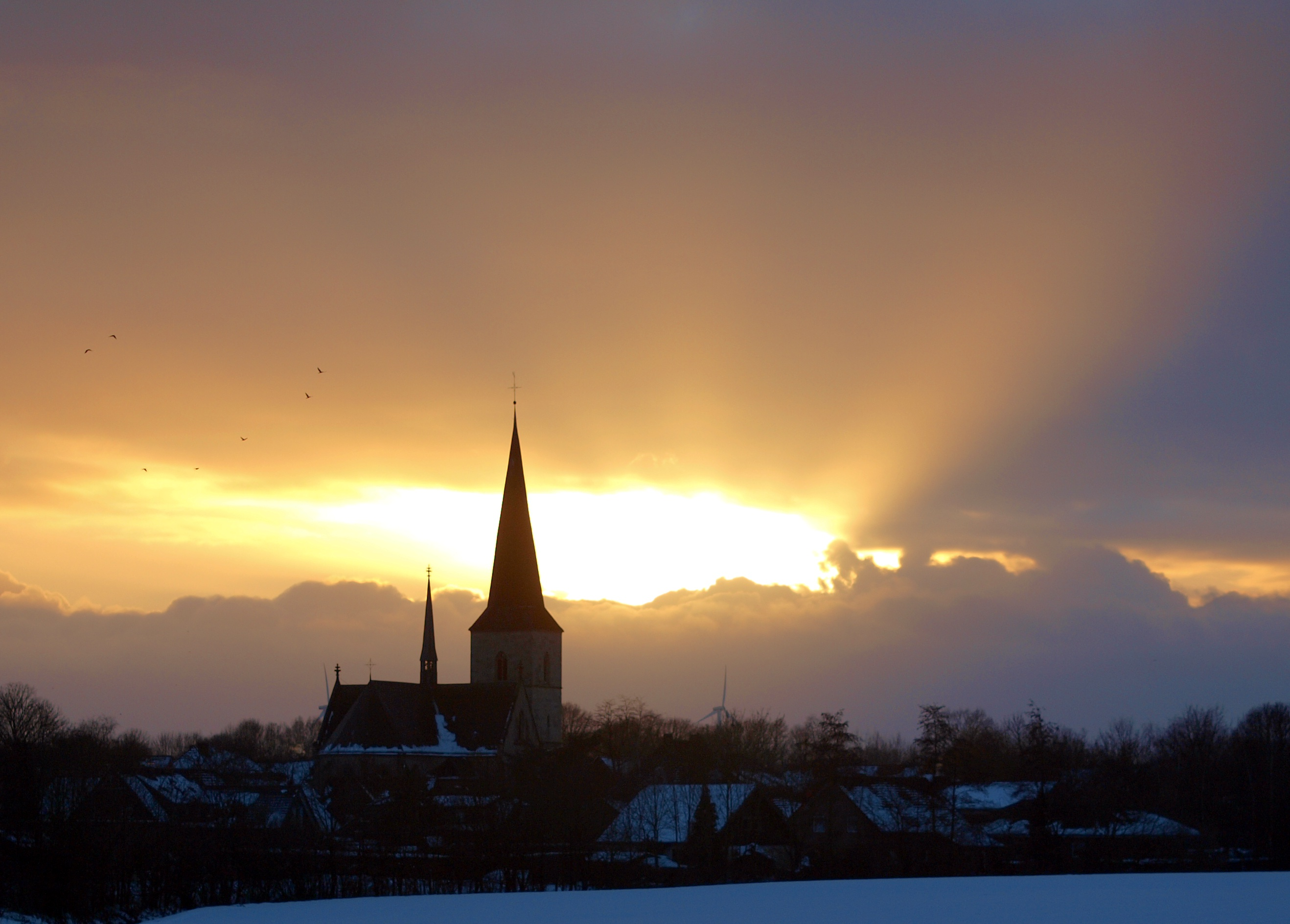
Pfarrkirche St. Sebastian im winterlichen Zwielicht

Die katholische Kirche St. Sebastian ist ein denkmalgeschütztes Kirchengebäude in Amelsbüren, einem Stadtteil von Münster (Nordrhein-Westfalen). Kirche und Gemeinde gehören mit St. Clemens und St. Marien zur Pfarrei St. Clemens im Bistum Münster.

## Geschichte und Architektur

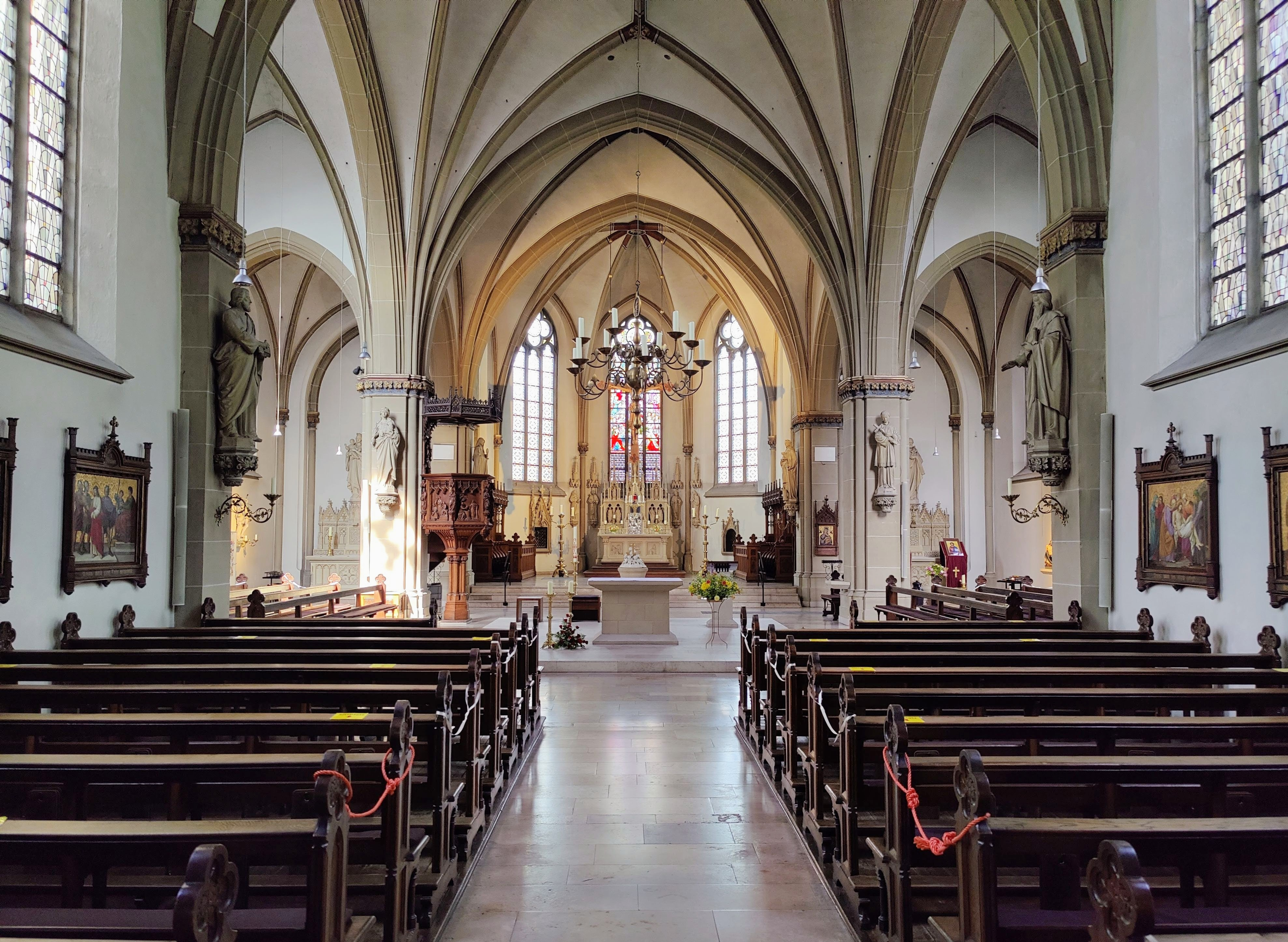
Innenraum

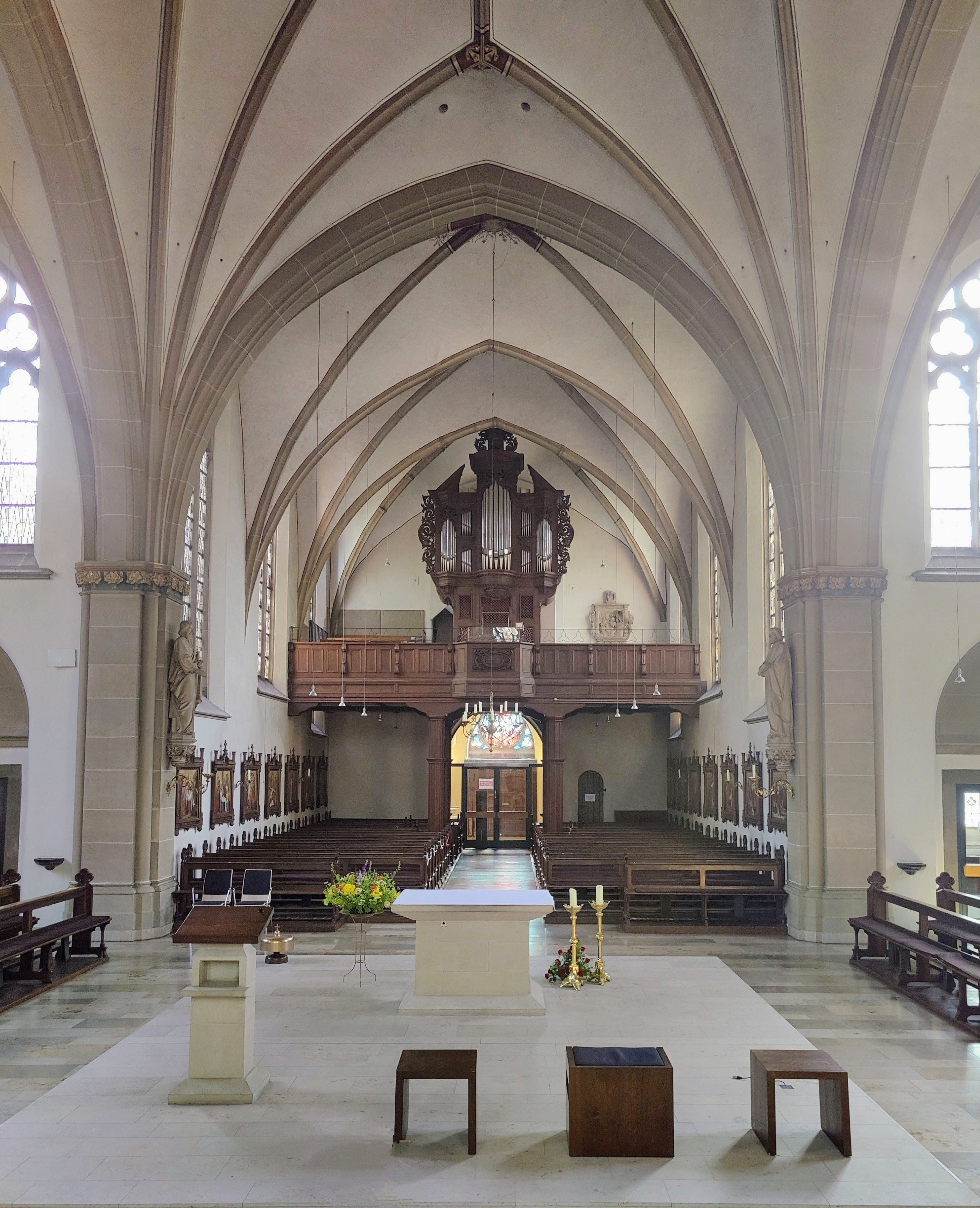
Blick zur Orgel

Vom Vorgängerbau des 12. Jahrhunderts ist der im Kern romanische Westturm erhalten. Das Langhaus wurde im 15. Jahrhundert neu gebaut. Dieser Bau wurde der Überlieferung nach am Sonntag nach dem Fest Maria Himmelfahrt eingeweiht. Zur selben Zeit wurde wohl der Turm mit Quadermauerwerk verkleidet und um ein Geschoss erhöht. Einen verheerenden Dorfbrand überstand die Kirche im Jahr 1816. Nach 1892 erfolgte die Erweiterung der Ostpartie des spätgotischen Saals um ein Querschiff sowie den aktuellen Chorraum im 3/8-Schluss, der sich in der ursprünglichen an der Nordseite befand. Der Helm des Kirchturms wurde 1893 aufgesetzt. Die Langhauswände sind durch dreibahnige Maßwerkfenster und Strebepfeiler gegliedert. Der alte und der neue Teil sind durch gleiche Formen und ein durchlaufendes steiles Dach vereinheitlicht. In das Langhaus wurde ein Kreuzrippengewölbe eingezogen, dessen spätgotische Rankenmalerei wurde 1961 fragmentarisch freigelegt. Die neugotischen Glasfenster im Nazarener-Stil stammen aus dem 19. Jahrhundert, stehen unter Denkmalschutz und gelten als wertvolles Kulturgut.

## Ausstattung

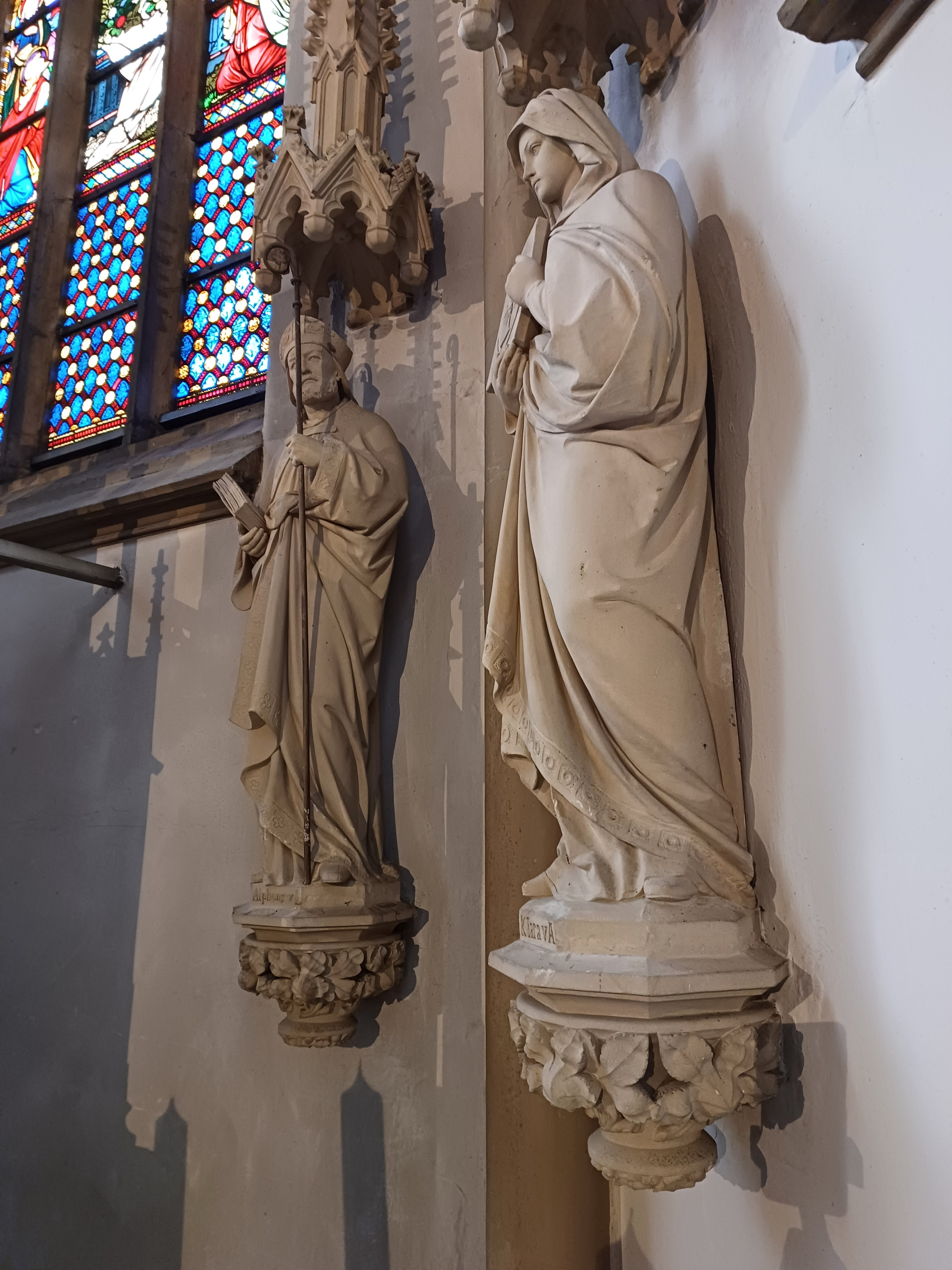
Hl. Alphons und Hl. Klara (Bildhauer August Schmiemann)

- Das steinerne Hochaltarretabel wurde 1876 von Heinrich Wörmann angefertigt.
- Die Sakraments- und Lavabonische ist aus der zweiten Hälfte des 15. Jahrhunderts. Sie stammt aus zweiter Hand. Die Figuren wurden nach 1893 angeschafft.
- Das Taufbecken ist mit 1827 bezeichnet.
- Die Steinfigur des hl. Sebastian wurde in der ersten Hälfte des 18. Jahrhunderts geschaffen.
- Ein Großteil des Figurenschmucks im Innenraum der Kirche wurde 1903 vom Münsteraner Bildhauer August Schmiemann geschaffen. Namentlich sind dies die Sandsteinfiguren an den Pfeilern: Hl. Petrus, Hl. Paulus, Hl. Clara und Hl. Barbara, sowie die Figuren neben dem Hochaltar: Hl. Katharina von Siena, Hl. Thomas, Hl. Alphons und Hl. Klara.[2]
- Die Kanzel im spätgotischen Stil wurde nach Plänen der Architekten Kersting & Wenking aus Münster erstellt.[3] Die geschnitzten Reliefbilder sind Werke des Bildhauers Schmiemann. Sie gleichen stylistisch den Reliefbildern der ehemaligen Kanzel des St.-Paulus-Doms in Münster, die Schmiemann 1884 aus Bronze fertigte.
- Das Triumphkreuz im Chorbogen und die geschnitzten Reliefs an den Beichtstühlen stammen ebenfalls von Schmiemann.[4]

### Orgel

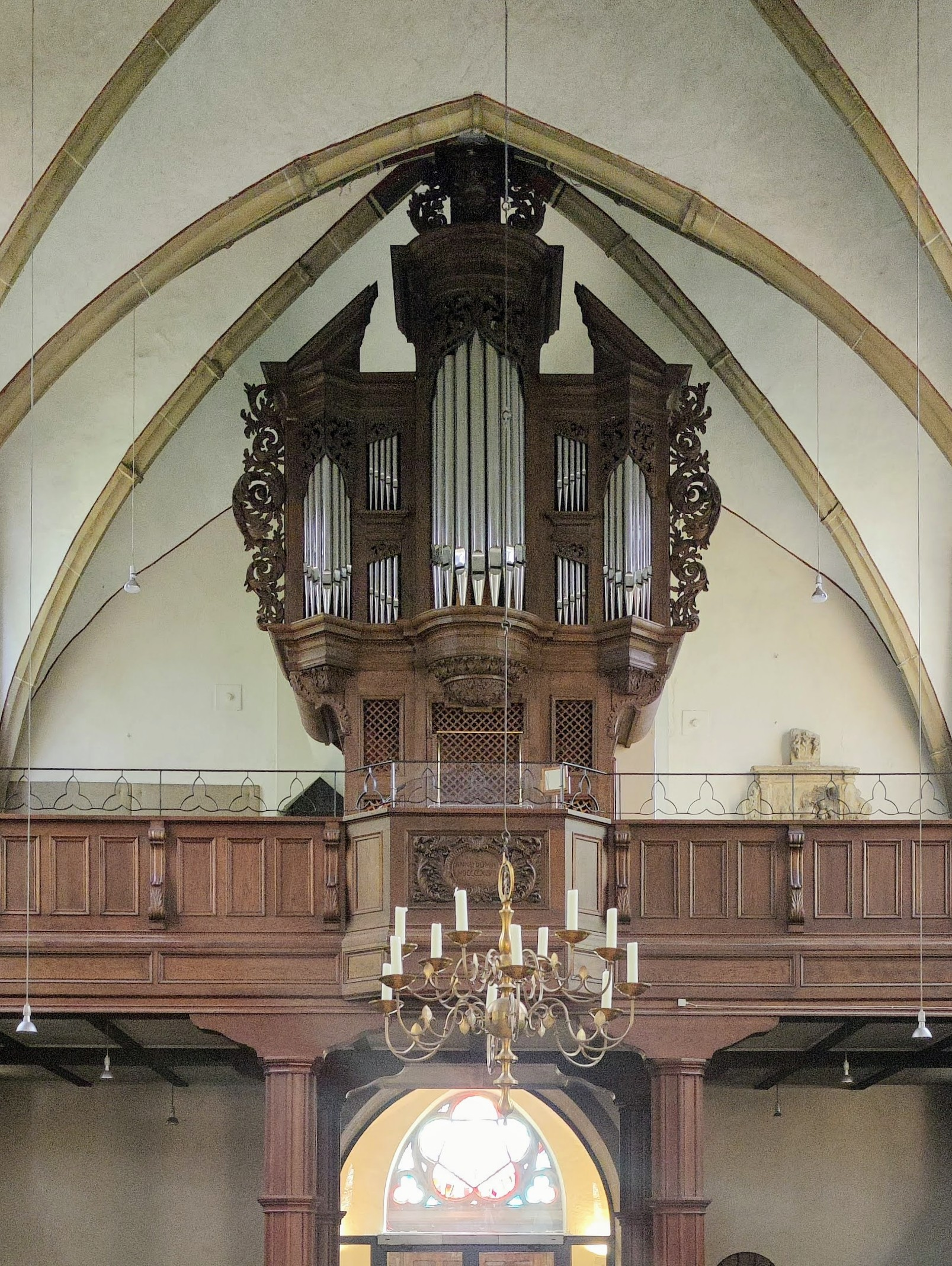
Orgel

Die Orgel geht zurück auf ein Instrument, das in der ersten Hälfte des 18. Jahrhunderts (vermutlich 1724) von einem unbekannten Orgelbauer errichtet wurde. Von diesem Instrument ist heute nur noch das barocke Gehäuse vorhanden. Das heutige Orgelwerk wurde 1982 von dem Orgelbauer Friedrich Fleiter (Münster) erbaut. Das Schleifladen-Instrument hat 34 Register auf drei Manualen und Pedal. Die Spieltrakturen sind mechanisch, die Registertrakturen sind elektrisch. Die Disposition lautet:
| I Schwellwerk C–g3 |            |        |
| 1.                 | Holzflöte  | 08′    |
| 2.                 | Gamba      | 08′    |
| 3.                 | Prinzipal  | 04′    |
| 4.                 | Nachthorn  | 04′    |
| 5.                 | Nasat      | 2 ⁄3′  |
| 6.                 | Waldflöte  | 02′    |
| 7.                 | Gemsterz   | 1 3⁄5′ |
| 8.                 | Oktävlein  | 01′    |
| 9.                 | Scharff IV | 02⁄3′  |
| 10.                | Basson     | 16′    |
| 11.                | Trompete   | 08′    |
|                    | Tremulant  |        |

| II Hauptwerk C–g3 |             |       |
| 12.               | Pommer      | 16′   |
| 13.               | Prinzipal   | 08′   |
| 14.               | Koppelflöte | 08′   |
| 15.               | Oktave      | 04′   |
| 16.               | Rohrflöte   | 04′   |
| 17.               | Quinte      | 2 ⁄3′ |
| 18.               | Superoktave | 02′   |
| 19.               | Mixtur V    | 1 ⁄3′ |
| 20.               | Trompete    | 08′   |

| III Positiv C–g3 |                |       |
| 21.              | Gedackt        | 8′    |
| 22.              | Flöte          | 4′    |
| 23.              | Prinzipal      | 2′    |
| 24.              | Quinte         | 1 ⁄3′ |
| 25.              | Sesquialter II | 2 ⁄3′ |
| 26.              | Zimbel III     | 1⁄2′  |
| 27.              | Cromorne       | 8′    |
|                  | Tremulant      |       |

| Pedal C–f1 |               |       |
| 28.        | Subbass       | 16′   |
| 29.        | Oktavbass     | 08′   |
| 30.        | Gedecktbass   | 08′   |
| 31.        | Choralbass    | 04′   |
| 32.        | Hintersatz IV | 2 ⁄3′ |
| 33.        | Posaune       | 16′   |
| 34.        | Hornbass      | 04′   |

- Koppeln: I/II, III/I, III/II, I/P, II/P, III/P

### Glocken
- Die Glocke von 1726 mit dem Ton e′ wurde von  Johann Schweys gegossen.
- Die Glocke von 1787 mit dem Ton f′ wurde von Mabillot gegossen.
- Die Glocke von 1829 mit dem Ton as′ wurde von Alesius II Petit gegossen.
- Im Dachreiter hängt eine Glocke von 1637.